# Vánoce woodlandských zvířátek
Vánoce woodlandských zvířátek (v anglickém originále Woodland Critter Christmas) je čtrnáctý díl osmé řady amerického animovaného televizního seriálu Městečko South Park.

## Děj
Blíží se čas Vánoc a Stan v lese najde pár malých zvířátek. Chtějí po něm, aby jim postavil jesličky, aby porodili svého Spasitele. Ale záhy přijde na to, že zvířátka ve skutečnosti uctívají Satana.

## Zajímavosti
- Jedná se o první řadu, která měla pravidelně každý rok 14 epizod. První polovina se odvysílala na jaře a druhá polovina na podzim stejného roku.